# Copper Mountain (station de sports d'hiver)
Pour les articles homonymes, voir Copper Mountain, Copper et Mountain.
Copper Mountain est une station de sports d'hiver des États-Unis située dans le Colorado, sur les flancs des montagnes Copper, de la Union et Tucker.
Elle a accueilli de nombreuses compétitions de ski alpin (comme la Coupe du monde). Son domaine skiable est d'environ 9,85 km2. Un golf fut construit parmi les activités estivales.